# Pycnandra controversa
Pycnandra controversa là một loài thực vật có hoa trong họ Hồng xiêm. Loài này được (Guillaumin) Vink miêu tả khoa học đầu tiên năm 1957.